# Фаттахова, Лилия Мансуровна
Лилия Мансуровна Фаттахова (род. 9 марта 1974, (Татарская АССР, СССР) — российская баскетболистка, выступавшая в амплуа защитника. «Серебряный» призёр Евролиги ФИБА, чемпион России и обладатель Кубка России.

## Биография
Фаттахова Лилия воспитанница казанской баскетбольной школы. Более 10 лет Лилия защищала честь казанского клуба на баскетбольных площадках России, являясь образцом «клубного патриотизма». Только финансовый кризис в Казани, заставил баскетболистку сменить прописку на Самару. Отыграв 10 января 2006 года последний матч за «Энже», 22 января она выходит на площадку в майке «ВБМ-СГАУ». За 4 месяца нахождения в самарском клубе Лилия внесла ощутимый вклад в победный сезон: «золотые» медали чемпионата России, выигрыш Кубка России. Баскетболистка принимала участие в 5 играх Евролиги ФИБА, из них, это два матча в «Финале четырёх».
После окончания сезона Лилия Фаттахова снова вернулась в Казань, где ещё один год провела в родной команде. После того, как «НУР» в сезоне 2007/08 отказался выступать в чемпионате России, Лилия завершила карьеру баскетболистки.

## Достижения
- Серебряный призёр Евролиги ФИБА: 2006
- Чемпион России: 2006
- Обладатель Кубка России: 2006